# Ielîzavetivka, Berezanka
Ielîzavetivka (în ucraineană Єлизаветівка) este un sat în comuna Dmîtrivka din raionul Berezanka, regiunea Mîkolaiiv, Ucraina.

## Demografie
Componența lingvistică a localității Ielîzavetivka
     Ucraineană (96,72%)
     Rusă (3,28%)
Conform recensământului din 2001, majoritatea populației localității Ielîzavetivka era vorbitoare de ucraineană (96,72%), existând în minoritate și vorbitori de rusă (3,28%).